# E115 (trasa europejska)
E115 – trasa europejska bezpośrednia północ-południe, biegnąca z Jarosławia przez Moskwę, Woroneż, Rostów nad Donem, Krasnodar do Noworosyjska w Rosji.

## Galeria

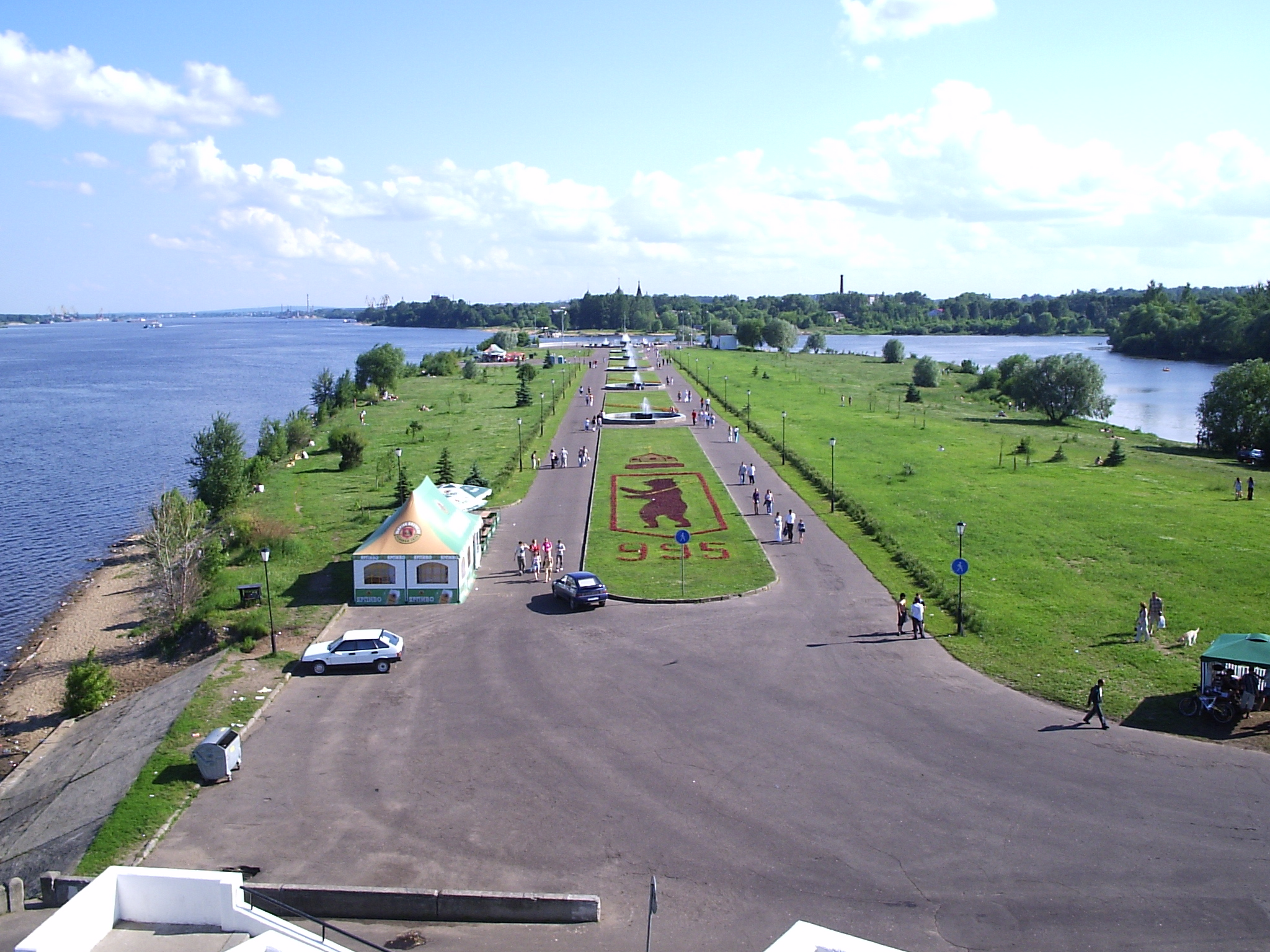
Jarosław nad Wołgą
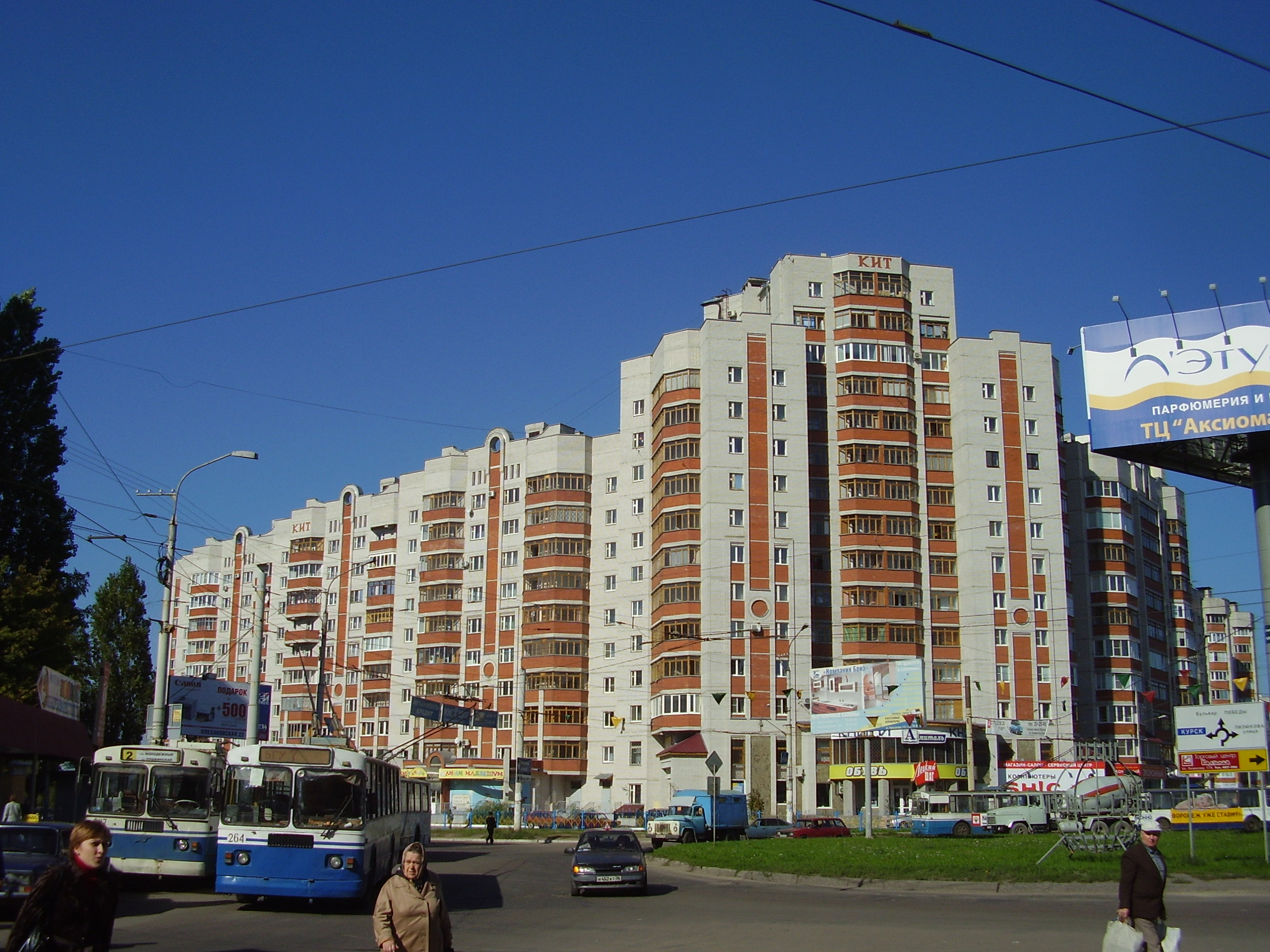
Woroneż